# デマ投稿を許さない
『デマ投稿を許さない』（デマとうこうをゆるさない）は、AbemaTVのABEMA SPECIALチャンネルで2022年5月4日から配信されていたインターネット番組。

## 概要
坂上忍がMCとなり、毎回ゲストのにまつわるネット上の噂やデマについて視聴者代表として1対1で問いただし、解き明かしていくトークバラエティ番組。坂上にとってABEMA初のレギュラー番組となった。
初回では坂上自身のネット上のデマ、噂を企画構成担当の鈴木おさむが聞き手となりトークした。
2022年11月16日より第2シーズンを配信。

## 出演者

### MC
- 坂上忍

## ゲスト

### season1
| 話数 | 放送日        | ゲスト                                                              | 備考 |
| ---- | ------------- | ------------------------------------------------------------------- | ---- |
| 1    | 2022年 5月4日 | （なし）                                                            |      |
| 2    | 5月11日       | 中島知子                                                            |      |
| 3    | 5月18日       | 華原朋美                                                            |      |
| 4    | 5月25日       | 鎌田浩毅（京都大学名誉教授・地球科学者） 山村賢司（地震予知研究家） |      |
| 5    | 6月1日        | 堀江貴文                                                            |      |
| 6    | 6月8日        | 大島麻衣 森咲智美                                                   |      |
| 7    | 6月15日       | 後藤輝基                                                            |      |
| 8    | 6月22日       | 後藤輝基                                                            |      |
| 9    | 6月29日       | 古舘伊知郎                                                          |      |
| 10   | 7月6日        | 村西とおる                                                          |      |

### season2
| 話数 | 放送日          | ゲスト                               | 備考   |
| ---- | --------------- | ------------------------------------ | ------ |
| 1    | 2022年 11月16日 | 井川意高 箕輪厚介                    |        |
| 2    | 11月23日        | 朝倉未来                             | [ 8 ]  |
| 3    | 11月30日        | 佐久間宣行                           |        |
| 4    | 12月7日         | さらば青春の光（森田哲矢、東ブクロ） |        |
| 5    | 12月14日        | 鈴木エイト                           |        |
| 6    | 12月21日        | 中野信子                             |        |
| 7    | 12月28日        | 本宮泰風＆山口祥行                   |        |
| 8    | 2023年 1月11日  | 山本圭壱＆西野未姫                   |        |
| 9    | 1月18日         | 小沢仁志＆坂ノ上茜                   |        |
| 10   | 1月25日         | ブラックマヨネーズ                   | [ 10 ] |

## スタッフ
- 企画構成：鈴木おさむ
- 構成：くらなり、下田雄大、堀江奈津
- 技術協力：ヌーベルバーグ
- 美術協力：フジアール
- EED・MA：ヴェルト株式会社
- 宣伝広報：高橋奈々、原田美希、宮本雄大
- 演出：伊藤航
- アシスタントプロデューサー：武田友香、松本美咲
- プロデューサー：谷口達彦、荒川慧介、宮本一繁、大野もも、古賀吉彦、齋藤里奈、川端鉄也
- 制作協力：いまじんCR
- 制作著作：ABEMA